# ミッキーマウス・クラブ
『ミッキーマウス・クラブ』は、日本テレビ系列で放送されていた日本テレビ製作のテレビ番組である。
アメリカで放送されていた同名のテレビ番組（英語版の記事を参照）の日本版として製作・放送された番組。
以下は特に注記しない限り、日本で放送された番組について説明する。 

## 概要

### 第1期
1959年7月6日から1962年7月11日まで放送。
放送開始当日の朝日新聞・毎日新聞・読売新聞などに掲載された番組宣伝広告によると、初回の放送は3部構成で、第1部と第2部では子供が興味を持ちそうな外国の話題を扱い、第3部ではミッキーマウスの短編アニメーションを流したとのことである。また、1960年秋に皇太子明仁親王がアナハイムのディズニーランドを訪れた時の模様を放送したこともある。

### 第2期
1966年7月7日から1968年3月27日まで放送。

## 放送時間
いずれも日本標準時。

### 第1期
- 月曜 18:15 - 18:45 （1959年7月6日 - 1961年3月27日）[2]
- 土曜 19:30 - 20:00 （1961年4月1日 - 1961年5月27日）[2] - 味の素の一社提供で放送。
- 水曜 18:15 - 18:45 （1961年5月31日 - 1962年7月11日）

### 第2期
- 木曜 18:00 - 18:30 （1966年7月7日 - 1967年12月28日） - 北洋商会の一社提供で放送。
- 水曜 18:00 - 18:30 （1968年1月10日 - 1968年3月27日） - 京成グループの単独提供で放送。

## 主題歌

### 第1期
- 「ミッキーマウス行進曲」 - アメリカ版『ミッキーマウス・クラブ』からの輸入。
  - 訳詞：植井順 / 作曲：ジミー・ドッド（英語版） / 編曲：冨田勲 / 歌：久保木幸子、上高田少年合唱団（日本コロムビア）
  - 以上は味の素の宣伝用レコード（日本コロムビア PRE-1048）の記述より。

## 放送リスト
- 「クモの冒険」（1961年7月5日放送。他不明）
- 「プルートと赤ちゃん」（1962年7月4日放送。他不明）

## ネット局
特筆の無い限り全て同時ネット。
- 日本テレビ - 制作局
- 読売テレビ
- 北日本放送 - 月曜 18:15 - 18:45（1961年時点）[3]

## 日本国外版

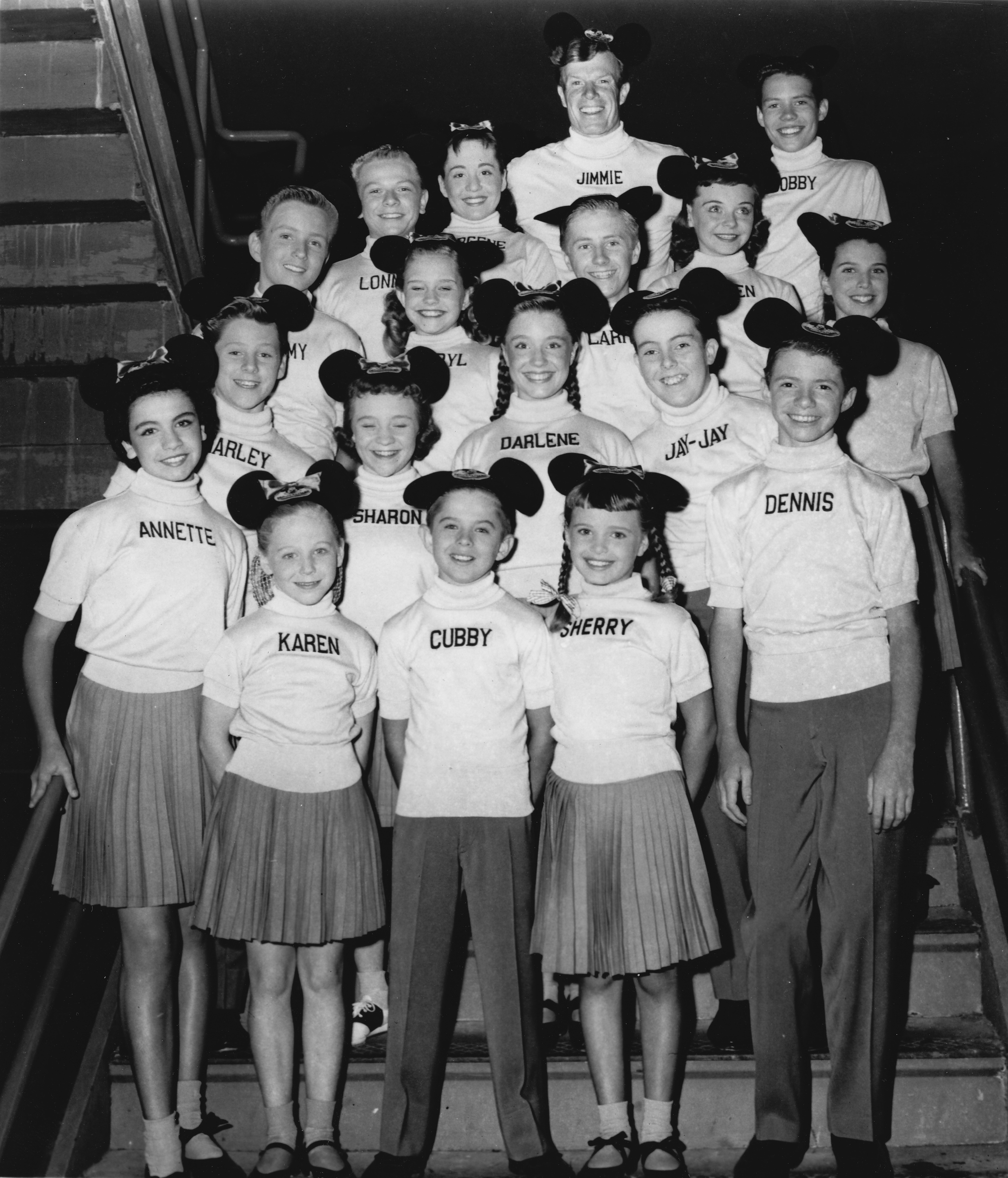
ミッキーマウス・クラブのメンバーたち

アメリカ合衆国では、1955年から1959年にかけて同じタイトルの「The Mickey Mouse Club」をABCで放送した。ここではジミー・ドッドが司会を務め、ディズニーのスタッフアーティストで知られるロイ・ウィリアムズもビッグ・マウスケティアの1人として登場した。登場したメンバーは主にマウスケティアーズと呼ばれ、様々なミュージカル、ダンスなど、いくつかの情報コーナーに顔を出した。オープニングとエンディングのアニメパートでは、ミッキーが様々な恰好で登場してマウスケティアーズに挨拶をした後に番組を進行させるという構成になっている。
1977年には「The New Mickey Mouse Club」として復活し、テーマソングをディスコ風にアレンジしたものが番組販売で放送された。オリジナルとは異なり、少し若いキャストを起用し、番組は現代風にアレンジされていた。ただし、短編を放送しているところはオリジナル版と変わっていなかった。
1989年から1994年まではディズニー・チャンネルで「The All New Mickey Mouse Club」を放送。こちらは現代の視聴者をターゲットにしており、いわゆるオリジナルのリブート版であった。
2017年から2018年までは、FacebookとInstagramで「Club Mickey Mouse」が配信され、バラエティ番組に近い構成で立てられた。
韓国でもミッキーマウス・クラブのリバイバル版を2015年7月23日から12月17日までディズニー・チャンネル・コリアで放送し、男性アイドルグループSUPER JUNIORのイトゥクが司会を務めた。
マレーシアでは2017年から2021年まで「クラブ・ミッキーマウス」をディズニー・チャンネル・アジアで放送。こちらはYouTuberのカリスオアが司会を務めている。2021年11月からDisney+で配信されていたが、Huluとの論争が大きな関係により2023年5月26日に配信終了した。こちらは日本語音声も対応で、日本でも配信されていたことがある。